# Bob Boughton
Bob Boughton, eigentlich Robert George Boughton, ist ein australischer Associate Professor an der School of Education der Faculty of Humanities, Arts, Social Sciences and Education der University of New England. Er unterrichtet im Fach Kontextstudien in der Pädagogik.

## Werdegang
Boughton wuchs in Sydney auf. Sein Vordiplom erhielt er 1975 an der Universität Sydney. Die folgenden 20 Jahre arbeitete er als Entwicklungshelfer und Erwachsenenpädagoge in australischen Aborigines-Gemeinden, bevor er sein Studium Mitte der 1990er-Jahre weiterführte. Im Mai 1998 erhielt Boughton seinen Doktortitel und nahm bis 2002 eine Forschungsstelle beim Cooperative Research Centre (CRC) für „Aboriginal Health“. Im Januar erhielt er seine erste Berufung an die University of New England. Im Januar 2009 wurde er Associate Professor.
Schwerpunkt der Forschungen von Boughton sind vier zusammenhängende Themen: Die Erwachsenenbildung bei den Aborigines, die Rolle der Bildung als bestimmender Faktor bei der Gesundheit Aborigines-Gemeinschaften, die Geschichte und Theorie der radikalen Erwachsenenbildung (häufiger als „Volksbildung“ bezeichnet) und die Entwicklung der Erwachsenenbildung in Osttimor.

## Engagement für Osttimor
Als Student an der Universität Sydney erfuhr Boughton erstmals Anfang 1975 von der politischen Situation von Osttimor. Sein Kommilitone Tim Rowse war als Teil einer Delegation des Studentenwerkes in das damalige Portugiesisch-Timor gereist, das auf die Unabhängigkeit vorbereitet wurde. Rowse traf die jungen Führer der Unabhängigkeitsbewegung und berichtete zurück in Australien von deren Anstrengungen, ein unabhängiges Land nach dem Ende der portugiesischen Kolonialherrschaft zu schaffen. Die australischen Studenten gründeten eine Unterstützergruppe und waren geschockt, als Indonesien in Osttimor einmarschierte und es annektierte. Über Radio Maubere erfuhr man von den Gewalttaten während des Guerillakrieges.
Nach Abzug der Indonesier besuchte Boughton Osttimor. Die Führung der FRETILIN bat ihm um Unterstützung bei der Entwicklung eines Erwachsenenbildungssystems, dem Fachgebiet von Boughton und seiner Frau Deborah. Zusammen mit dem Bildungsministerium startete man eine nationale Alphabetisierungskampagne. Die Hauptlast der Aufgabe übernahmen aber Timoresen und eine Gruppe von 35 Erwachsenenpädagogen aus Kuba. Boughton arbeiteten bei der Kampagne weiter von 2006 bis 2012.

## Auszeichnungen
Am 6. Mai 2015 wurde Boughton von Staatspräsident Taur Matan Ruak die Medal des Ordem de Timor-Leste verliehen, als Anerkennung seines Einsatzes für die Unabhängigkeit von Osttimor.